# Judeoirački arapski
Judeoirački arapski (irački judeoarapski; ISO 639-3: yhd), jedan od arapskih jezika kojim danas govori oko 100 000 Židova (1994) u Izraelu, i svega oko 120 osoba (1992 H. Mutzafi) u Iraku. Srodan je sjevernomezopotamskom arapskom [acm]. U Izraelu ga govore pretežno starije osobe, a u Iraku isključivo starije. 
Jedan od predstavnika judeoarapskog makrojezika. Pismo hebrejsko.

## Vanjske poveznice
- Ethnologue (14th)
- Ethnologue (15th)